# Marcus Coloma
Marcus Coloma (Middletown (Califórnia), Califórnia, 18 de Outubro de 1978) é um ator estadunidense, descendente de italianos e havaianos. Na televisão, o ator se tornou conhecido por interpretar Marcus, na 3ª temporada de One Tree Hill, e Pe. Thomas em Point Pleasant. No cinema, sua estréia se deu no filme Material Girls, estrelado por Hilary Duff.

## Filmografia

### Televisão
- 2009 Make It or Break It como Leo Cruz
- 2008 Lincoln Heights como Danny Marinero
- 2006 CSI: Miami como Luke Baylor
- 2006 One Tree Hill como Marcus
- 2006 South Beach como Matt Evans
- 2005 Point Pleasant como Pe. Thomas
- 2003 JAG como Matthew Cantrell
- 2003 Strong Medicine como Caesar
- 2001 All About Us como Sean
- 2001 Go Fish como Spence Multock
- 2000 Undressed como Charlie

### Cinema
- 2010 Beverly Hills Chihuahua 2 como Sam
- 2006 Material Girls como Rick